# Ward Cunningham
Howard G. "Ward" Cunningham (* 26. květen 1949) je americký počítačový programátor, který vytvořil první wiki na světě - WikiWikiWeb. Vyvinul ho v roce 1994 a o rok později jej nainstaloval na web své konzultační firmy Cunningham & Cunningham (známé také pod jménem své domény c2.com). O wiki napsal i knihu The Wiki Way. Vynalezl též Framework for integrated test. Je průkopníkem návrhových vzorů a extrémního programování. Je jedním ze sedmnácti signatářů Manifestu agilního programování.
Získal bakalářský titul v oboru interdisciplinární inženýrství (elektrotechnika a informatika) a magisterský titul v oboru informatiky na Purdueově univerzitě. Absolvoval v roce 1978. Krom vlastní firmy Cunningham & Cunningham pracoval pro řadu firem: Wyatt Software, Tektronix, Microsoft, Eclipse Foundation, AboutUs, CitizenGlobal. Dnes žije v Beavertonu v Oregonu a pracuje pro společnost New Relic.
Je znám jako autor tzv. Cunningamova zákona, který zní: "Nejlepší způsob, jak získat správnou odpověď na internetu, není položit správnou otázku, ale napsat špatnou odpověď."